# María Alché
María Alché (nacida María Alchéa Buenos Aires, 23 de abril de 1983) es una actriz, directora, guionista, productora y fotógrafa argentina.
Estudió Dirección Cinematográfica en la Escuela Nacional de Experimentación y Realización Cinematográfica (ENERC), de Buenos Aires, graduándose en 2010.
En su trayectoria como actriz se destacan La niña santa, Tratame bien y Me casé con un boludo.
Como guionista y directora, realizó algunos cortometrajes que fueron seleccionados en prestigiosos festivales como por ejemplo el Festival Internacional de Cine de Locarno, el Festival Internacional del Nuevo Cine Latinoamericano de La Habana y el Festival Internacional de Cine de Róterdam. Desde 2015 es profesora de Dirección de Actores en la ENERC. En 2018 estrenó su primer largometraje, una coproducción entre Argentina, Brasil, Alemania y Noruega, Familia sumergida.

## Filmografía como actriz

### Televisión
| Televisión | Televisión                | Televisión        | Televisión | Televisión              |
| Año        | Título                    | Personaje         | Canal      | Notas                   |
| ---------- | ------------------------- | ----------------- | ---------- | ----------------------- |
| 2009       | Tratame bien              | Helena Chokaklian | El Trece   | Participación especial  |
| 2011       | Televisión x la inclusión | Amparo            | Canal 9    | Participación especial  |
| 2012       | El donante                | Violeta           | Telefe     | Protagonista            |
| 2013       | Historias de corazón      | Aldana            | Telefe     | Ep: La mamá de Santiago |

### Cine
| Cine | Cine                          | Cine          | Cine                                | Cine  |
| Año  | Título                        | Rol           | Dirección                           | Notas |
| ---- | ----------------------------- | ------------- | ----------------------------------- | ----- |
| 2004 | La niña santa                 | Amalia        | Lucrecia Martel                     |       |
| 2005 | Condón Express                | Magalí        | Luis Prieto                         |       |
| 2005 | Lejos del sol                 | Rosa          | Pablo Agüero                        | Corto |
| 2007 | Puertas adentro               | Olivia        | Martín Carranza                     | Corto |
| 2007 | Tres minutos                  | Lala Zembrino | Diego Lublinsky                     |       |
| 2007 | El maldito oeste              | Dora          | Albert Pyun                         |       |
| 2008 | La hermana menor              | Martina       | Dodi Scheuer y Roberto Scheuer      |       |
| 2009 | Ni Dios, ni patrón, ni marido | Matilde       | Laura Mañá                          |       |
| 2011 | Mi primera boda               | Lala          | Ariel Winograd                      |       |
| 2011 | Luminaris                     | Chica         | Juan Pablo Zaramella                | Corto |
| 2011 | Muta                          | Modelo        | Lucrecia Martel                     | Corto |
| 2012 | La mañana de Navidad          | Nayla         | Gastón Margolin y Martín Morgenfeld | Corto |
| 2014 | El amor y otras historias     | Camila Kander | Alejo Flah                          |       |
| 2016 | Me casé con un boludo         | Pichu         | Juan Taratuto                       |       |
| 2016 | Chuquiragua                   | Lucía         | Mateo Herrera                       |       |

### Videos musicales
| 2021 | Babasónicos | La izquierda de la noche |

## Filmografía como cineasta
| Cine | Cine                       | Cine                              | Cine         |
| Año  | Título                     | Rol                               | Notas        |
| ---- | -------------------------- | --------------------------------- | ------------ |
| 2008 | ¿Quién se metió con Mayra? | Directora                         | Cortometraje |
| 2012 | Noelia                     | Directora, guionista y productora | Cortometraje |
| 2012 | Nosilatiaj. La Belleza     | Entrenadora actoral               | Largometraje |
| 2018 | Familia sumergida          | Directora y guionista             | Largometraje |
| 2023 | Puan                       | Directora y guionista             | Largometraje |